# NGC 4878
NGC 4878 é uma galáxia espiral barrada (SB0-a) localizada na direcção da constelação de Virgo. Possui uma declinação de -06° 06' 14" e uma ascensão recta de 13 horas, 00 minutos e 20,1 segundos.
A galáxia NGC 4878 foi descoberta em 23 de Março de 1789 por William Herschel.